# Zunfthaus zur Waag

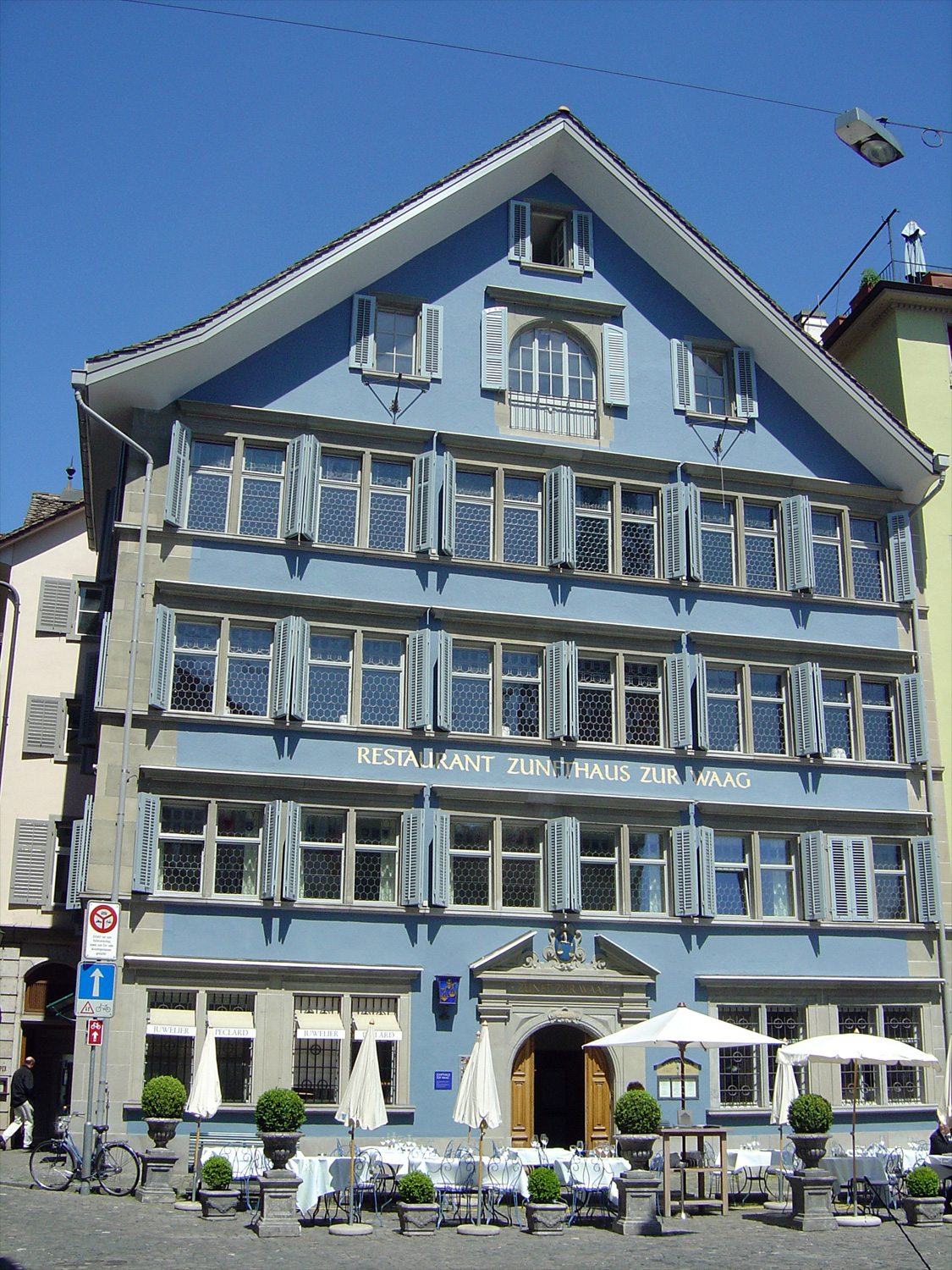
Zunfthaus Waag

Zunfthaus zur Waag – budynek wzniesiony w 1637 roku w Zurychu, na Münsterhof, jako siedziba gildii tkaczy lnu i kapeluszników. Obecnie, dzieląc los wielu starych zuryskich domów gildii, został zaadaptowany na restaurację.